# Lobogo
Lobogo är en ort i Benin. Den ligger i den södra delen av landet, 80 km väster om huvudstaden Porto-Novo. Lobogo ligger 94 meter över havet och antalet invånare är 17 622.
Terrängen runt Lobogo är huvudsakligen platt. Lobogo ligger uppe på en höjd. Närmaste större samhälle är Doutou, 8,8 km söder om Lobogo.
Omgivningarna runt Lobogo är en mosaik av jordbruksmark och naturlig växtlighet. Runt Lobogo är det ganska tätbefolkat, med 222 invånare per kvadratkilometer.